# 生根神社 (大阪市西成区)
生根神社（いくねじんじゃ）は、大阪府大阪市西成区玉出にある神社。

## 沿革
創建時期は不詳であるが、一帯は住吉大社の神領であったことから、住吉大社摂社であった生根神社（奥の天神。現在は住吉大社から独立）から、少彦名神の分霊を勧請して玉出の産土神としたのに始まると伝えられている。また、それ以前から蛭児命を祀っていたとの伝承もある。洪水で流された西宮神社の神体が当地に流れ着きこれを祀っていたが、西宮神社に神体を返還した後も分霊を奉祀したのが当社の創建であるという。明治初年、大坂の筑前屋敷に祀られていた筑前天満宮を合祀した。
1945年3月14日の大阪大空襲で被災し社殿を焼失したが、神体は速やかに住吉の生根神社へ移したため無事であった。戦後仮社殿を造ったのち、1966年10月に鉄筋コンクリート建築の社殿や社務所などを復興した。

## だいがく

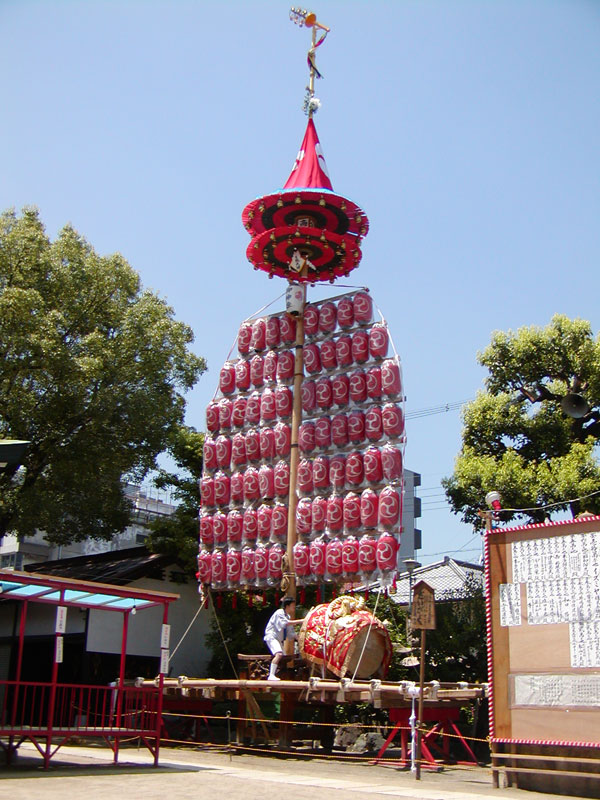
生根神社の「だいがく」

生根神社には、「だいがく」が伝えられている。だいがくは漢字表記では「台楽」または「台額」となり、古来から雨乞い神事に使用された、高さ約20mの柱に約70個の提灯を飾り付けた櫓のことである。
かつては大阪市南部周辺の神社にも「だいがく」があったとされている。しかし、生根神社以外のものは第二次世界大戦の戦災で焼失し、疎開によって難を逃れた生根神社の1基のみとなっていた。この「だいがく」は1972年3月、大阪府の有形文化財に指定され、指定記念として中だいがくと女性だいがくが新造された。現在、7月24日-25日にかけておこなわれる夏祭りの2日間のみの公開となっている。夏祭りには浜村淳が毎年参加しており、2010年には自ら奉納した俳句「いざうたえ　だいがく音頭に　夏の月」が刻まれた石碑が建立された。

## こつま南瓜塚
当神社のある玉出の古名を勝間（こつま）村と言い、当地の名産であった小ぶりで、色の濃い、味わい深いかぼちゃを記念した塚。江戸時代の大坂では天王寺蕪と並んで有名ななにわ野菜であった。勝間商人によって、勝間街道を使って大坂まで行商された。中風除け、風邪除けとして冬至にはよく食べられたという。当神社でも冬至に「こつまなんきん祭」として、蒸しかぼちゃを参拝者に振舞う「こつま南瓜蒸し」神事が行われる。蒸しかぼちゃを食べ、中風除け・ボケ払い・無病息災を祈願する。当日はなにわの伝統野菜から作った飴や、こつま南瓜が原料の焼酎も販売される。
また、こつまなんきんとは、幼い海女の様に、色が黒く、小柄で、体のよく締まった、肌理の細かい女性を、閨房でもてはやす言葉としても知られている。今東光は著作『こつまなんきん』（瑳峨三智子主演で女性の愛欲を描いた映画『こつまなんきん』『続こつまなんきん』も作られた）でそのような女性を描いた。
勝間とは本居宣長の著作の名前で知られる玉勝間（たまかつま）と同じ意味（籠、かごめかごめ、船、網など）と考えられ、古代海浜であった当地の歴史的な名前。近隣にある阿倍王子神社の縁起にも同神社の位置を示す文言として「玉勝間の艮」という表現で登場する。阿倍王子神社と勝間村の位置関係は、セーマンドーマン模様で、セーマンが五芒星（および安倍晴明）、ドーマンが籠（および蘆屋道満）を表現しているという説と関連付け、比較しても興味深い。海人族の呪術に由来する、との説がある。

## 交通アクセス
- Osaka Metro四つ橋線 玉出駅 北へ約300m
- 南海本線・南海高野線 岸里玉出駅 西へ約400m